# Chloropicus
Chloropicus is een geslacht van vogels uit de familie spechten (Picidae). De soorten uit dit geslacht komen alleen in Afrika voor.

## Soorten
Het geslacht kent de volgende soorten:
- Chloropicus namaquus – Baardspecht
- Chloropicus pyrrhogaster – Vuurbuikspecht
- Chloropicus xantholophus – Geelkruinspecht